# Птиците (Аристофан)
Комедията „Птиците“ (на старогръцки:  Ὄρνιθες, лат. Ornithes) е емблематично произведение на „бащата на комедията“ Аристофан.
Създадена е през 414 г. пр.н.е. и още същата година за пръв път е поставена на сцена по време на Големите Дионисии (празници в чест на древногръцкия бог Дионис и култа към него, свързани с провеждане на различни по тип състезания – поетически, комедийни и др.). На състезанието Аристофан получава втора награда, а победител става Амепсиас с комедията „Комастен“ („Гуляйджиите“).
„Птиците“ е най-дългата от всички, запазени изцяло Аристофанови комедии. Състои се от 1765 стиха, т.е. с около 230 стиха по-дълга от „Осите“ и „Мира“ и с над 500 от „Ахарнянците“ и „Жени на празника Тесмофории“. Разказва за гениалния план на авантюриста Пистетер да основе птиче селище в граничното въздушно пространство между небето и земята. Той успява да убеди птиците, че именно те, а не олимпийците, са истинските богове, които трябва да властват над всичко и всички...

## Място на действие и герои
Действието се развива в неизвестна пустинна местност.
Основни действащи лица
- Пистетер
- Евелпид
- Папунякът
- Хор от птици

Второстепенни герои
- Слуга на Папуняка
- Жрец
- Поет
- Прорицател
- Метон – геометър
- Надзорник
- Търговец на декрети
- Вестители
- Ирида
- Глашатаи
- Непрокопсан син
- Кинезий – дитирамбически поет
- Доносник
- Прометей
- Посейдон
- Херакъл
- Трибал

В хода на драматическото действие Зевс и Василия нямат реплики, но присъствието им е осезаемо.

## Сюжет
Съобразена изцяло с изискванията на старата атическа комедия, структурата на сюжета на „Птиците“ включва: пролог, парод, четири епизода и екзод. Агонът е разположен в началото на първи епизод; има две парабази – съответно в първи и във втори епизод.
Прологът на комедията запознава зрителите с двама възрастни атиняни, Пистетер и Евелпид, озовали се в непозната пуста местност. Те бягат от своя роден град, поради страх от съдебно преследване и заради натрупани дългове. Упътвани от врана и гарга, те търсят царя на птиците Папуняка (в митологията Терей) и искат от него да им посочи спокоен, „мирен кът“, където да се установят. Успяват да открият Папуняка благодарение на слугата му и в първия си разговор с него обсъждат местата, на които биха могли да се заселят. В крайна сметка Пистетер и Евелпид достигат до извода, че най-добре биха живели сред птичия род и съвсем спонтанно предлагат на Папуняка да основат птичи град и да поставят под властта си смъртни и безсмъртни. Въодушевен от идеята, царят свиква всички птици, за да вземат общо решение.
Следва пародът – на сцената излиза хорът на птиците. Щом разбират, че сред тях има човеци, веднага се подготвят да ги убият, тъй като възприемат хората като свои изконни неприятели и врагове. Папунякът успява да успокои пернатите и ги убеждава да изслушат остроумния план на Пистетер.
Първият епизод започва с агон – тук Пистетер последователно и аргументирано доказва на хора, че птиците са произлезли по-първи от земята, боговете и хората и от най-древни дни са властвали над тях. Например, петелът управлявал персите, ястребът – гърците, а кукувицата владеела цяла Финикия. Сега вече пернатите радушно възприемат идеята на комическия герой и решението е взето. Птиците сами трябва да построят град с огромна стена, която да прегради въздушното пространство между света на боговете и света на хората. След това трябва да изискат от Зевс да им върне царската власт и владетелския скиптър. Ако откаже, те ще установят блокада над боговете и няма да допускат до тях жертвения дим, който идва от земята, ако се покорят, крилатите ще се окажат много по-лесни за почитане богове и далеч по-полезни. Така птиците разпознават Пистетер като свой предводител и стратег, който ще им помогне да си върнат предишното царство.
В първата парабаза хорът прекъсва действието, за да изясни най-ранната поява на птичия род и да утвърди ценността му за смъртните – птиците предвещават утрото, настъпването на нов годишен сезон, подсещат хората за приближаваща сеитба, разполагат с разнообразни пророчески способности.
Освен това всичко, което действащият божествен закон обявява за позор, в техния свят е добро и редно – син да посегне на баща си, робът беглец се почита като пъстър жерав и др.
Във втори епизод започва строителството на новия град – Облакокукувичино. Слухът за птичия град вече е стигнал до земята и оттам при Пистетер пристигат Поет, Прорицател, геометърът Метон, Надзорник, Непрокопсан син, Търговец на декрети. Всеки от тях с надежда да получи лична облага от срещата си с птичия владетел. Той нанася побой на всички и ги прогонва (с изключение на Поета).
Следва втора парабаза – Хорът настоява земните да се подчиняват на новите богове и да освободят птиците, които отглеждат в дворовете си. Ако не се съгласят, самите хора ще бъдат хванати и вързани.
Трети епизод – птиците съвсем сами успяват да завършат изграждането на крепостната стена. Тя е наистина с внушителни размери. Пистетер получава вест, че някой от олимпийските богове вече е навлязъл в пространството на Облакокукувичино. Оказва се Ирида, която се е запътила при хората да ги прикани да принасят жертви на боговете. Има спор между двамата на тема кои са истинските богове и Пистетер, чиято позната теза е, че богове са птиците, има безспорно преимущество. Той още веднъж заявява, че, ако олимпийците не се покорят на пернатите, димът от жертвоприношенията няма да стига до тях и ще бъдат обречени на глад. Междувременно разбира, че земните народи са готови да го почитат като бог и създател на въздушния град. Дори искат да получат крила и да станат птици.
Четвърти епизод – притиснат от надигащите се брожения сред боговете варвари (Трибали), заради настъпващия глад, Зевс е принуден да потърси примирие с птиците. Затова изпраща своите посланици – Посейдон и Херакъл (заедно с тях е и богът варварин Трибал), за да постигнат разбирателство с Пистетер и той да отвори отново въздушното пространство. Придържайки се изцяло към съветите на Прометей, той поставя двете си условия: Гръмовержецът да върне скиптъра на птиците и да му даде Василия – „пазителка на зевсовата мълния“ – за съпруга. Изкушен от вкусната птича чорба, която Пистетер приготвя за угощение след сключването на мира, Херакъл веднага приема всичките му искания. След кратко упорство Посейдон и Трибал също склоняват и така птичия цар получава всичко, което е пожелал. Подготвя се за предстоящата сватба.
Екзодът разкрива сватбата на Пистетер и Василия. Хорът пее сватбени песни и химни в чест на победата над Зевс и свалянето му от олимпийския трон. Сега Пистетер заема неговото място като „най-пръв сред боговете“.

## Дискусия
Несъмнено Аристофановите комедии са изключително рефлексивни спрямо злободневните политически и обществени събития на атинския полис. За разлика от останалите комедии обаче в „Птиците“ тази тематика е по-трудно доловима. Тук липсват обичайните за Аристофан преки изказвания по актуални въпроси и лични нападки по адрес на държавни фактори. Според проф. д-р Александър Ничев това не е случайно и се обяснява с действащата по това време остра забрана да се критикува държавната политика. Въпреки това голяма част от изследователите, работили върху творчеството на великия комедиограф (Й. Сюверн, М. Ф. Бертран, вкл. Ал. Ничев и др.) възприемат „Птиците“ като ясен отзвук и реакция на нетърпимата атинска действителност от 414 г. пр. Хр. Това е годината, в която Атина е обхваната от силно безпокойство, породено от обезобразяването на т.нар. Херми и пародирането на Елевзинските мистерии. Тези актове са обявени от държавните органи за престъпни, а народните маси, според сведенията на Тукидид, ги определят като светотатство и заплаха за демократическия строй. Тези събития се отразяват пагубно на обществения живот в полиса. Властите предприемат масови издирвания и арести, Тукидид съобщава за установен режим на терор. Достигат връх доносът и клеветата, започват повсеместни съдебни процеси. На фона на тези тревожни събития още на следващата година 415 г. пр. Хр., атиняните, предвождани от Алкивиад (един от заподозрените за профанизацията на Елевзинските мистерии), предприемат морски военен поход срещу Сицилия. Целта е завладяване на острова и установяване на господство над цяла Елада. Но този империалистически план на стратега Алкивиад претърпява пълен крах.
Именно в този сложен исторически контекст решението на Аристофановите герои – Пистетер и Евелпид – да търсят спокоен земен кът, без съдебни процеси и военни действия, изглежда напълно разбираемо. Комедийният жанр осигурява на героите авантюристи тази алтернативна действителност, която те така настойчиво търсят. В новопостроения птичи град Облакокукувичино, по думите на Пистетер, демократичните ценности ще бъдат издигнати в най-висока почит и правата на птичия род вече няма да бъдат потъпквани от хората:
| „ | Купувачи опипват ви с пръсти и не само че, както сами си решат за добре, ви поднасят изпечени, не – натрошават ви сирене, слагат зехтин, зеленчуци ви турят, насипват оцет, па направят сладникава мазна чорба, след това я изсипват така изведнъж гореща над вас, сякаш вие сте някаква мърша! | “ |

Но ходът на драматургичното действие доказва, че красивата идея за една приемлива форма на обществено устройство преминава в своята противоположност. В новия град няма и помен от каквато и да била демократична власт, защото Пистетер установява своя лична. Благодетелят на птичия род, който първоначално се възмущава от човешката жестокост към крилатите, когато разполага с власт, започва да върши същото, което остро е осъждал преди. От птиците, които се бунтуват и не се подчиняват на нарежданията му, той приготвя вкусна чорба – угощение за предстоящата сватба.
От друга страна, обаче, той се отнася изключително правдиво към земните пришълци. Те пристигат в Облакокукувичино, водени от егоистични домогвания и стремеж към облагодетелстване, но справедливо биват бити и прогонени от Пистетер. Така за зрителите той вече изглежда по-приемлив. Следователно образът на този основен комедиен персонаж не би могъл да се интерпретира едностранчиво. Комическият поет използва един добре познат и утвърден драматичен похват за изграждането му – двойствената характеристика, която дава на зрителите пълнокръвна представа за скритите вътрешни реалности у героя, а и насочва към самопознание.
Развоят на комедията показва непрестанния властови възход на Пистетер. Първоначално е управител, началник на Облакокукувичино, сетне Вестителят го назовава цар, за да стигне до екзода, където осъществява тоталния си триумф над птици, смъртни и богове. Жени се за Василия, пазителката на Зевсовата власт, и става пръв сред боговете. Така Пистетер успява да изпълни в цялост Аристотеловото разбиране за комедията като драматическо действие, протичащо от начално неблагополучие към финално благополучие (точно обратното на трагедията).
След всичко, изложено дотук, се оказва, че идеята за съдийската мания не е базисният проблем, който вълнува Аристофан в началото на пети век пр.н.е.
С много по-голяма тежест комическият поет повдига темата за коренното обществено преустройство на атинския полис, фантастично отражение на което трябва да бъде градът на птиците. По своята същност обаче, това ново социално-политическо устройство, устроител на което е Пистетер, представлява израждане на демокрацията и превръщането и в лична, авторитарна власт. Точно този тип тълкувание дава основание на изследователите историцисти да твърдят, че „Птиците“ е не просто причудлива абсурдна фантазия, а исторически конкретна и политически злободневна комедия.
На този техен възглед съвсем естествено противостои концепцията на учените утописти (А. Шлегел, А. Самърстайн, П. Хендел и др.) за „Птиците“ като съвършено бягство от реалността, „фантазия, нямаща съперник в цялата гръцка литература“. Според тях тази комедия е невинна буфонада, плъзгаща се над всички исторически, обществени, актуални събития, „като фантастична вълшебна приказка“, „един сън“, от който атиняни извлекли много забава, но малко полза.
Според С. Уитман това е един невъобразим свят, в който действат законите на абсолютно комичното, абсурдното, небивалото, а нарушаването на табутата е обичайна катартична практика.
Интересен факт е, че в края на 18 век в свой научен труд К. А. Бьотигер лансира версията за евентуален съдебен процес срещу Аристофан по обвинение в безбожност. Основавайки се на проблемите, разгледани в „Птиците“, редица учени упрекват старогръцкия драматург във фриволност дори в революционен начин на мислене. Заклеймяват го като атеист и циник.
Както всяка знаменита историческа личност, оставила ярка следа в световното литературно наследство, така и Аристофан с творчеството си е обект на разнородни и противоречиви интерпретации. И днес комедиите му крият в себе си много загадки и енигматични послания, сами по себе си сложни за осмисляне. Без съмнение обаче за комедийния свят на Аристофан в пълна степен се отнася мисълта на Салвадор Дали: „Ненавиждам простотата във всичките и форми!“, а в този свят наистина няма нищо просто...

## Преводи
Комедията „Птиците“ в цялостен вид за пръв път е преведена от проф. д-р Александър Ничев през 1985 г. Преди това частични преводи от старогръцки правят: Димитър Душанов, Александър Балабанов и Веселин Бешевлиев.